# ینی‌باغ
ینی‌باغ (به لاتین: Yenibağ) یک منطقه مسکونی در جمهوری آذربایجان است که در شهرستان ساموخ واقع شده است.